# Chimpanzé-comum
- Commons
- Wikispecies

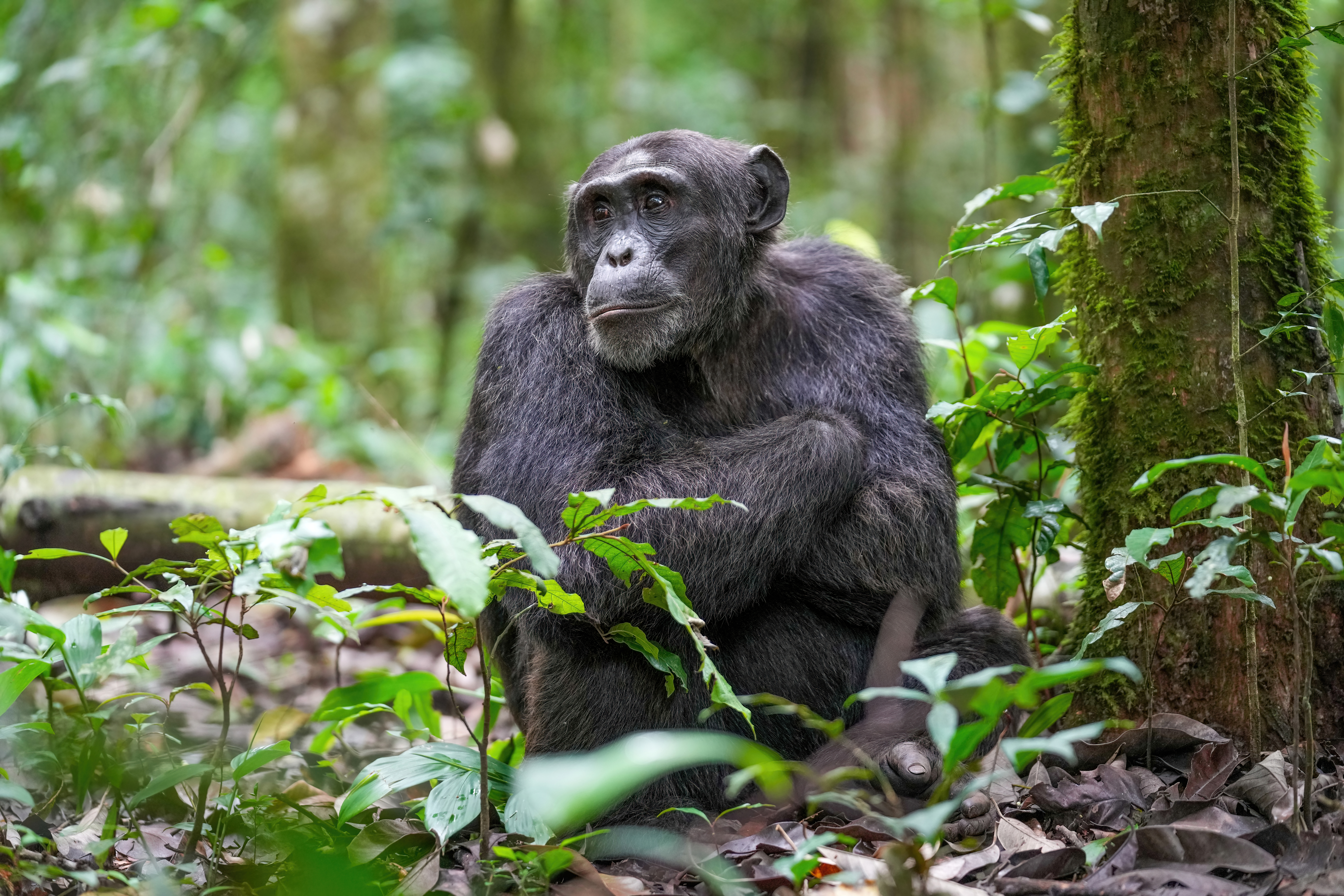
Chimpanzé macho alfa no Parque Nacional da Floresta de Kibale, Uganda

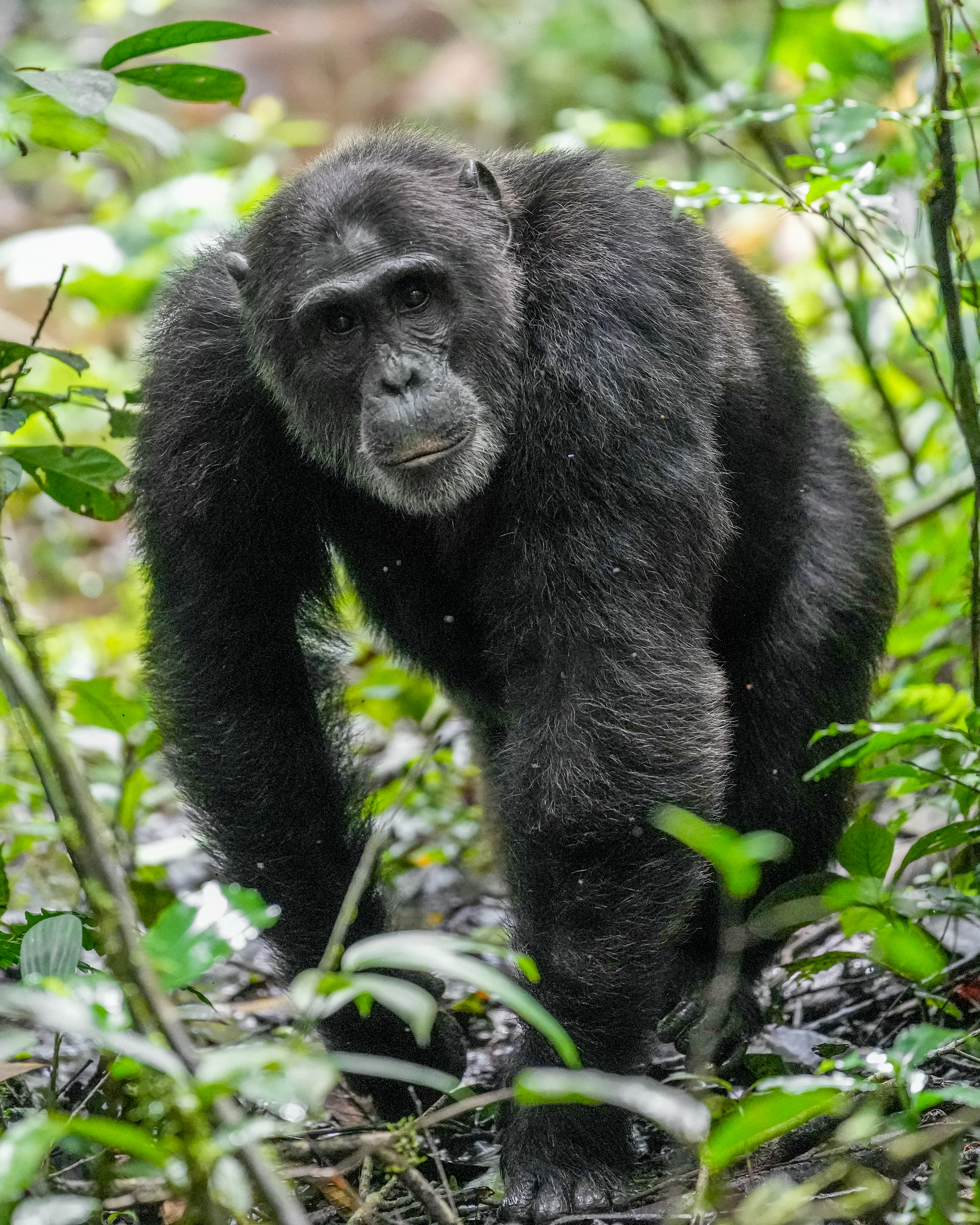
Chimpanzé macho alfa a caminhar no Parque Nacional da Floresta de Kibale, Uganda

O chimpanzé-comum (nome científico: Pan troglodytes), também conhecido como chimpanzé-robusto, é uma das duas espécies de chimpanzés que vivem no continente africano, juntamente com o chimpanzé-pigmeu (bonobo). Evidências de fósseis e sequenciamento de DNA mostram que essas duas espécies são os parentes vivos mais próximos dos humanos. O chimpanzé-comum possui quatro subespécies confirmadas e uma quinta subespécie proposta.
O chimpanzé-comum é coberto por pelos grossos e pretos, mas tem o rosto, dedos, palmas das mãos e solas dos pés desprovidos de pelos. É maior e mais robusto que o bonobo, com machos pesando 40-70 kg e fêmeas pesando 27-50 kg, medindo de 100 a 150 cm. Seu período de gestação é de oito meses, muito semelhante à dos humanos que é de 9 meses. O bebê é desmamado por volta dos três anos de idade, mas geralmente mantém um relacionamento próximo com sua mãe por mais alguns anos, atingindo a puberdade entre os 8 e 10 anos.
Os chimpanzés-comuns vivem em grupos que variam de entre 15 a 150 indivíduos, embora viajam em grupos menores durante o dia. A espécie vive em uma hierarquia patriarcal e rigorosa, o que significa que as disputas geralmente podem ser resolvidas sem a necessidade de violência. Quase todas as populações de chimpanzés foram registadas utilizando ferramentas, modificando gravetos, pedras, relva, folhas e usando-os para adquirir mel, cupins, formigas, nozes e água. A espécie também foi encontrada utilizando gravetos afiados como uma lança para caçar pequenos mamíferos.
O chimpanzé-comum está listado na lista vermelha da IUCN como uma das espécies ameaçadas de extinção. A população estimada de chimpanzés-comuns em vida selvagem é de cerca de 170.000 a 300.000 indivíduos, na África Ocidental e Central. As maiores ameaças para o chimpanzé-comum são a destruição do habitat, a caça furtiva e doenças infecciosas transmitidas majoritariamente por seres humanos.

## Etimologia
A palavra chimpanzé é  derivada do dialeto Banto, o Tshiluba, onde era kivili-chimpenze, com o significado de "macaco" ou semelhante ao homem. O nome científico Pan troglodytes reflete a grande confusão que prevalecia no status taxonômico da espécie no início de suas pesquisas científicas, bem como a influência de mitos e lendas. O nome do gênero Pan, definido em 1816 pelo naturalista alemão Lorenz Oken (1851-1779), deriva do deus grego Pã. O nome da espécie troglodita em grego significa "morador das cavernas", um nome inapropriado, uma vez que o chimpanzé comum não habita cavernas. Este nome foi originalmente cunhado no século XVII pelo naturalista sueco Carlos Lineu como o nome da suposta espécie Homo troglodytes (que significa "o homem mora em cavernas") para denotar uma tribo humana lendária que supostamente existiu na África.

## Taxonomia e genética
O primeiro grande macaco conhecido pela ciência ocidental no século XVII foi o orangotango (gênero Pongo), o nome malaio local sendo registrado em Java pelo médico holandês Jacob de Bondt. Em 1641, o anatomista holandês Nicolaes Tulp atribuiu o nome incorretamente a um chimpanzé ou bonobo da Angola levado para a Holanda por comerciantes holandeses. O naturalista alemão Johann Friedrich Blumenbach classificou o chimpanzé como Simia troglodytes em 1775. Outro naturalista alemão, Lorenz Oken, cunhou o gênero Pan em 1816. O bonobo foi reconhecido como uma espécie distinta do chimpanzé em 1933.

### Subespécies
Até à data, foram definidas quatro subespécies do chimpanzé-comum, que diferem umas das outras principalmente na sua área de distribuição ao longo do Continente Africano:
- Chimpanzé-central (Pan troglodytes troglodytes), encontrado principalmente no Gabão, na República do Congo, na República Democrática do Congo, em Camarões, na República Centro-Africana e na Guiné Equatorial.
- Chimpanzé-oriental (Pan troglodytes schweinfurthii), comum na Tanzânia, Ruanda, Burundi, Uganda, Zâmbia e República Centro-Africana.
- Chimpanzé-ocidental (Pan troglodytes verus), comum no Senegal, Guiné, Guiné-Bissau, Serra Leoa, Costa do Marfim, Libéria e Mali.
- Chimpanzé-da-Nigéria-Camarões (Pan troglodytes ellioti, também conhecida cientificamente como Pan troglodytes vellerosus), comum principalmente na Nigéria e em Camarões.

As diferenças externas entre essas subespécies não são significativas, exceto pela tendência de tamanhos menores do corpo nas subespécies da África Ocidental. Estudos genéticos mostram que as subespécies da África Ocidental e as subespécies da Nigéria-Camarões estiveram, de fato, relativamente isoladas umas das outras e umas das outras por centenas de milhares de anos, mas não há diferenças genéticas significativas entre as subespécies da África Central e da África Oriental.
Uma quinta subespécie foi proposta, o chimpanzé do sudeste (P. troglodytes marungensis), sendo encontrada em Burundi, Ruanda, Tanzânia e Uganda.

### Evolução
Apesar de um grande número de descobertas de fósseis de Homo, os fósseis de Pan não foram descritos até 2005. As populações de chimpanzés existentes na África Ocidental e Central não se sobrepõem aos principais sítios de fósseis humanos na África Oriental, mas fósseis de chimpanzés já foram relatados no Quênia, o que indica que tanto humanos quanto membros do clado Pan estavam presentes no Vale do Rift da África Oriental durante o Pleistoceno Médio.
Evidências de DNA sugerem que as espécies de bonobos e chimpanzés se separaram há menos de um milhão de anos (semelhante em relação ao Homo sapiens e Homo neanderthalensis). Um estudo genético de 2017 sugere um fluxo gênico antigo (introgressão) do bonobo para os ancestrais dos chimpanzés entre 200 e 550 mil anos atrás.
A linhagem do chimpanzé se separou do último ancestral comum da linhagem humana há cerca de seis milhões de anos. Já que nenhuma outra espécie além do Homo sapiens sobreviveu da linhagem humana dessa ramificação, ambas as espécies de chimpanzés são os parentes vivos mais próximos dos humanos; a linhagem de humanos e chimpanzés divergiu dos gorilas (gênero Gorilla) há cerca de sete milhões de anos.

## Características físicas

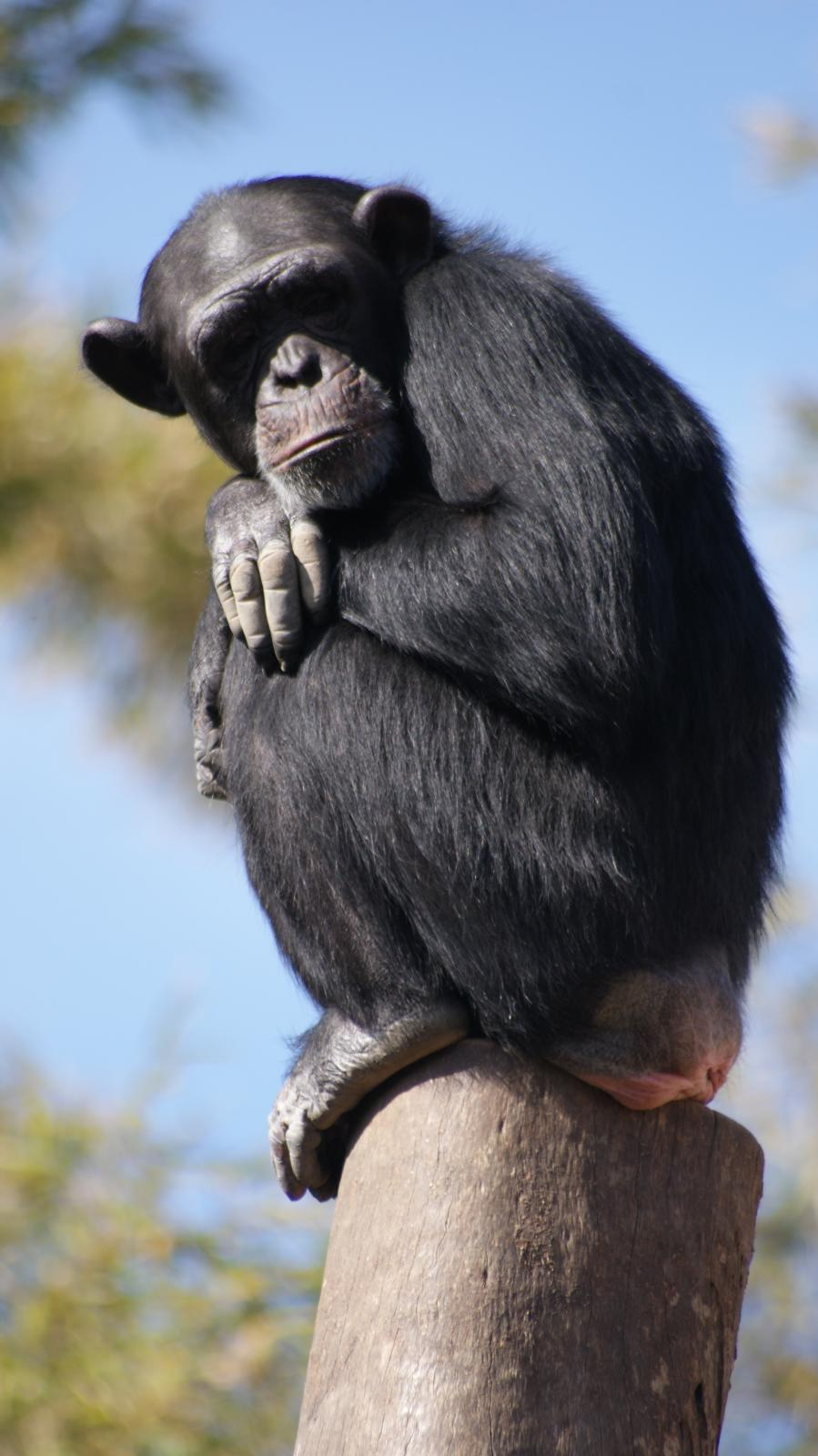
Imagem de um chipanzé, descansando em cima de um tronco.

Os chimpanzés adultos têm uma altura média de 150 cm. Os machos adultos selvagens pesam entre 40–70 kg, com as fêmeas pesando entre 27–50 kg.
O chimpanzé é mais robusto que o bonobo, mas menos que o gorila. Os braços de um chimpanzé são mais longos que as pernas e podem chegar abaixo dos joelhos. As mãos têm dedos longos com polegares curtos e unhas planas. Os pés são adaptados para agarrar, sendo o dedão do pé oponível. A pelve é longa com um ílio estendido. A cabeça do chimpanzé é arredondada, com um rosto proeminente e prognóstico e uma sobrancelha pronunciada. Possui olhos voltados para a frente, nariz pequeno, orelhas arredondadas não lobuladas, lábio superior longo e móvel e, nos machos adultos, caninos afiados. Os chimpanzés não têm a crista sagital proeminente e a musculatura associada da cabeça e pescoço dos gorilas.
Os corpos dos chimpanzés são cobertos por pelos grossos, exceto o rosto, dedos das mãos e dos pés, palmas das mãos e solas dos pés. Os chimpanzés perdem mais cabelo à medida que envelhecem e desenvolvem manchas calvas. O cabelo de um chimpanzé é geralmente preto, mas pode ser castanho ou ruivo. À medida que envelhecem, podem aparecer manchas brancas ou cinzentas, principalmente no queixo e na região inferior. A pele pode variar de pálida a escura, as fêmeas desenvolvem uma pele inchada e rosada durante o estro.
Os chimpanzés são adaptados para locomoção arbórea e terrestre. A locomoção arbórea consiste em escalada vertical e braquiação. No solo, os chimpanzés movem-se tanto quadrúpede quanto bípede, que parecem ter custos de energia semelhantes. Tal como acontece com os bonobos e gorilas, os chimpanzés são quadrúpedes e andam pelos nós dos dedos, o que possivelmente evoluiu de forma independente em cada gênero. A força física dos chimpanzés é cerca de 1,5 vezes maior do que a dos humanos, devido ao maior conteúdo de fibras musculares de contração rápida, uma das adaptações do chimpanzé para escalar e balançar.

## Ecologia
O chimpanzé é uma espécie altamente adaptável e vive em uma variedade de habitats, incluindo savana seca, floresta tropical perene, floresta montana, floresta pantanosa e em áreas mistas de floresta e savana.

### Dieta

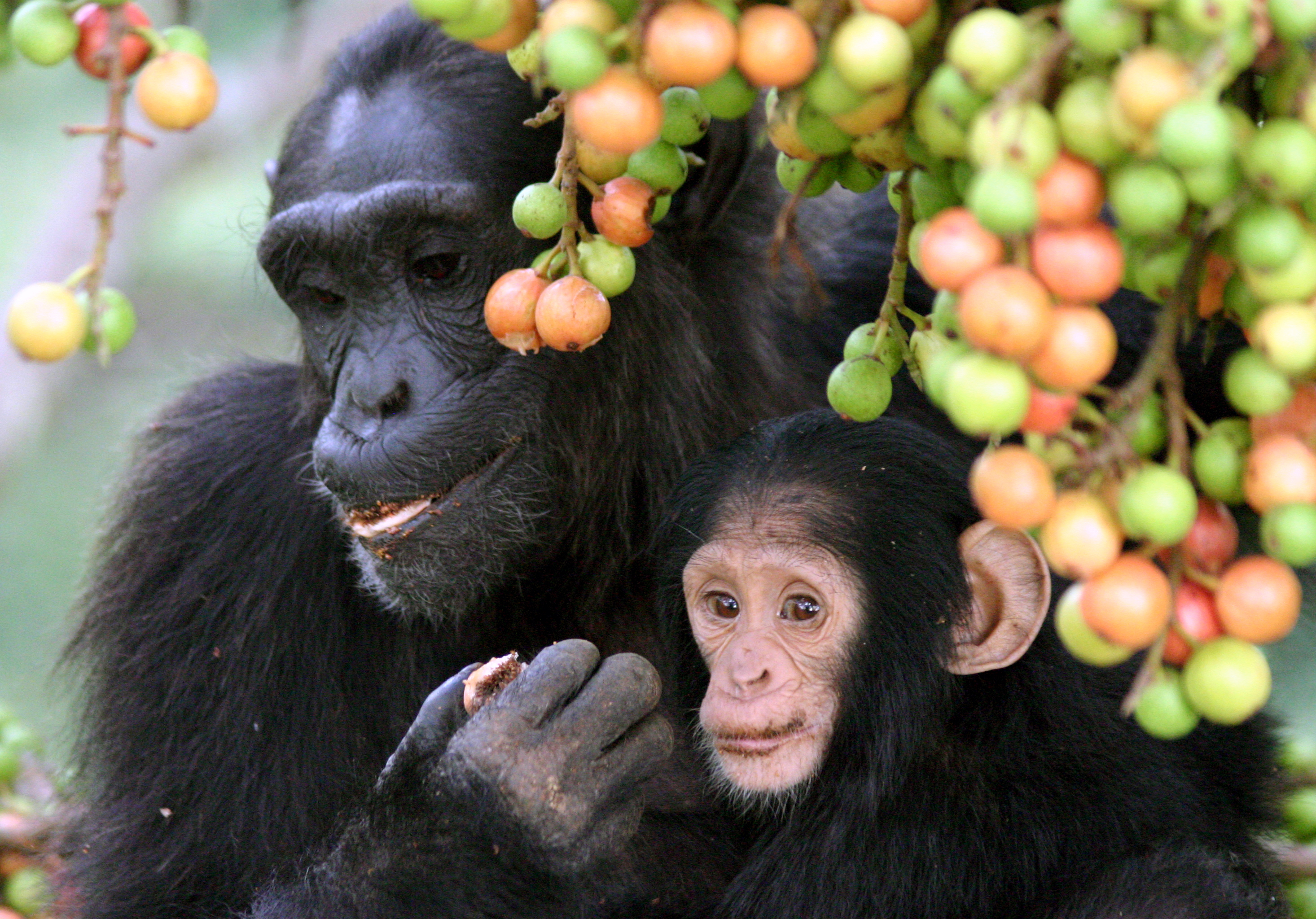
Uma mãe com seu filhote comendo figo no Parque Nacional de Kibale, Uganda.

Os chimpanzés-comuns são frugívoros onívoros e sua dieta é altamente variável de acordo com as suas populações individuais e estações do ano. As frutas compreendem cerca de metade da dieta, mas as folhas, cascas e talos também são importantes. Os pequenos mamíferos compreendem um pequeno componente, mas significativo na dieta de muitas populações.
Um estudo na floresta de Budongo, Uganda, descobriu que 64,5% do tempo de alimentação dos chimpanzés concentrava-se em frutas (84,6% das quais maduras), particularmente aquelas de duas espécies de Ficus, Maesopsis eminii e Celtis durandii. Além disso, 19% do tempo de alimentação foi gasto em folhas arbóreas, principalmente Broussonetia papyrifera e Celtis gentlebraedii. Embora o chimpanzé seja principalmente herbívoro, ele também come mel, insetos, pássaros e seus ovos, e mamíferos de pequeno a médio porte, incluindo outros primatas. As espécies de insetos consumidas incluem a formiga tecelã Oecophylla longinoda, os Macrotermes, os cupins e as abelhas. A espécie Piliocolobus badius está no topo das presas preferidas dos mamíferos, juntamente ao macaco de cauda vermelha, babuínos amarelos, jagra, cabrito-azul e javalis.